# Plaza de toros de Tudela
La plaza de toros de Tudela, más conocida como la "Chata de Griseras", es el coso taurino proyectado en 1933 en el barrio tudelano de Griseras para festejar las corridas de toros durante las fiestas de la localidad en el mes de julio (La feria taurina de Santiago y Santa Ana).
Es una de las plazas de toros con mayor antigüedad en la Comunidad Foral de Navarra, junto a la plaza de toros de Corella (inaugurada en 1856), la plaza de toros de Peralta (1883), la Plaza de toros de Fitero (1897), la plaza de toros de Lodosa (1901), el coso taurino de Estella (1917) o la Monumental de Pamplona (1922).

## Historia
La capital de la Ribera de Navarra inauguró su primera plaza fija el 9 de septiembre de 1842, la cual estuvo en funcionamiento hasta 1920, fecha en la que fue derribada. El 26 de julio de 1933, con ánimo de asemejar los encierros de Pamplona durante las fiestas de San Fermín, se inauguró la actual plaza.
Durante años, esta plaza de toros sirvió como vestuarios del antiguo Estadio de Griseras colindante, en donde jugaba el Club Deportivo Tudelano.
Durante siete décadas ha sido la Casa Chopera la encargada de la gestión de este coso. Actualmente es el empresario tudelano Juan Luis Ruiz el responsable.
En 2016, el equipo de gobierno del ayuntamiento tudelano realizó un nuevo pliego de concidiones para la gestión de la plaza que planteó un cambio significativo de las condiciones, eliminando determinadas subvenciones, lo que han causado polémica en los últimos años entre defensores y detractores de la tauromaquia. En el año 2018 se volvieron a celebrar corridas de toros, algo que no ocurría desde el año 2014.

## Características
Cuenta con un aforo de entre 7.000 a 8.000 espectadores y es de 3ª categoría.

## Festejos
Actualmente se celebran los siguientes festejos taurinos:
- Encierros con toros de lidia que comienzan a las 8 horas.
- Capeas matutinas de vacas emboladas, una vez que ha concluido cada uno de los encierros. La entrada gratuita a este evento es gratuita.
- Capeas de vacas emboladas, también con entrada gratuita, que se celebran a partir de las 18:30 horas.
- Espectáculos taurinos para menores, en donde no se le da muerte al animal.